# سیف المهندی
سیف المهندی (انگلیسی: Saif Al-Mohannadi؛ زادهٔ ۱۴ آوریل ۱۹۹۷) یک ورزشکار است.